# Burayda
Burayda (in arabo بريدة‎?) è una città dell'Arabia Saudita, capoluogo della provincia di al-Qasim. Ha una popolazione di 614.093 abitanti.
Il clima è desertico, con estati calde, inverni freddi e bassa umidità.
L'economia si basa sull'agricoltura, in particolare sulla coltivazione di datteri, limoni e arance. La città è fra i maggiori produttori di grano nel paese.